# إفرايم
إفرايم أو إفراهيم بن يوسف (بالعبرية אפרים) هو شخصية توراتية وهو الابن الثاني للنبي يوسف من زوجته أسينات بنت كابوسيس، وله أخت أكبر منه اسمها مانيسا.
كانت أسينات مصرية أعطاها فرعون ليوسف زوجة، وهي ابنة بوتيفيراه أحد كهنة اتون.
ولد إفرايم في مصر قبل وصول بني إسرائيل من أرض كنعان. ويورد سفر العدد ثلاثة أبناء لإفرايم: شوثيلاه وبيكير وتاهان. لكن سفر أخبار الأيام الأول يورد سبعة أبناء، منهم عيزر وإيلياد، الذين قتلوا في محاولة سرقة الماشية من المحليين. وبعد موتهم أنجب ابنا آخر هو بيرياه. وكان سلفا ليوشع بن نون، زعيم قبائل اليهود في غزو أرض كنعان.
ووفق رواية الكتاب المقدس أن يربعام أول ملك لمملكة شمال إسرائيل، كان من نسل إفرايم.

## معنى الاسم
يورد سفر التكوين معنى تسمية «إفرايم» بأنها كلمة عبرية معناها «المثمر» في إشارة إلى قدرة يوسف على الإنجاب، وخاصة وقت وجوده في مصر (والتي توصف في التوراة بأنها أرض المحنة).

## ذريته
- هو جد النبي يوشع بن نون.

## طالع كذلك
- ايمانويل
- النبي يوسف
- أسينات بنت كابوسيس
- مانيسا بنت يوسف